# Conjunto Arquitectónico da Patrulha
Conjuto Arquitetônico da Pampulha (Architecturaal bouwwerk van Pampulha) is een bouwwerk in de Braziliaanse stad Belo Horizonte. Het bestaat uit 4 gebouwen, die in de jaren '40 van de 20e eeuw gebouwd.

## Geschiedenis
De reden om een bouwwerk aan het meer Pampulha te bouwen was een combinatie omstandigheden die speelden in die tijd.
In 1936 besloot de burgemeester Otacilio Negrao de Lima om een groot meer aan te leggen, zodat de stad genoeg water zou hebben, wanneer deze door de droge periode getroffen zou worden.
Toen Juscelino Kubitschek de burgemeester werd, tussen 1941 t/m 1945, wilde hij dat Belo Horizonte bekender zou worden. Daarom besloot hij om een vernuftig, modern en bijzonder bouwwerk aan Pampulha bouwen, dat de aandacht van velen zou moeten trekken. De bouw hiervan hoorde bij een project dat als doel had Belo Horizonte te moderniseren.

## Gebouwen

### Igreja de São Francisco de Assis

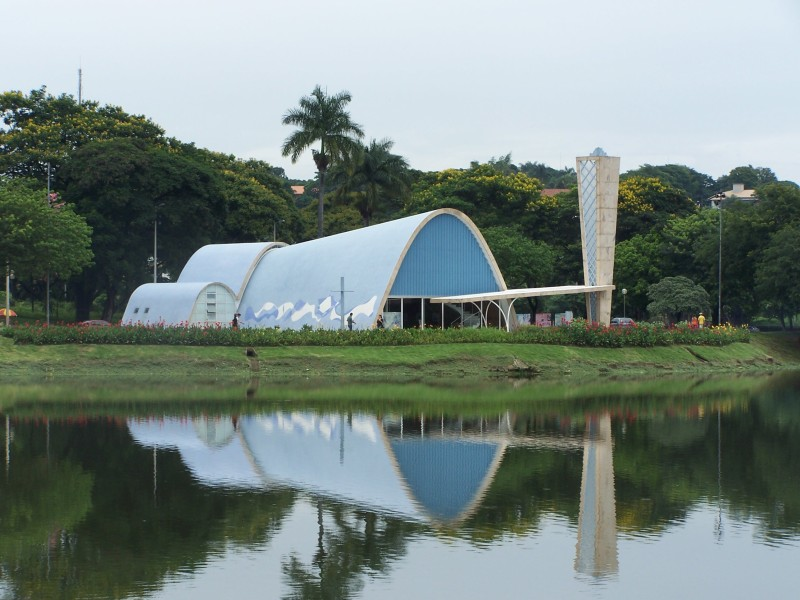
Igreja de São Francisco de Assis

Igreja de São Francisco de Assis is het gebouw dat het meesterwerk van het gehele bouwwerk moest worden. Het werd 1943 ingewijd, als laatste van de vier gebouwen. De tuinen zijn ontworpen door Burle Marx en de kerk door Oscar Niemeyer.

### Cassino (Museu de arte)
De bouw van dit bouwwerk werd voltooid in 1942, en was daarmee het eerst afgeronde gebouw van het bouwwerk.
Dat werd het eerste casino van Belo Horizonte, en na een aantal maanden werd dit een van de meest populaire casino's in de omgeving. Ook werd het gebouw voor concerten gebruikt. In 1946 werd poker verboden, waarna het casino zijn deuren moest sluiten.
Vanaf 1957 wordt het Casino als een museum voor Braziliaanse kunst gebruikt. Er zijn er meer dan 1600 kunstwerken te bezichtigen.
Buiten het museum zijn twee sculpturen te vinden en de tuinen is ontworpen door Burle Marx en het gebouw zelf door Oscar Niemeyer.

### Casa do Baile
Het was het tweede voltooide gebouw. Casa do Baile moest gaan dienen als een buurthuis. In het gebouw waren een klein restaurant, een eetzaal en een grote zaal aanwezig.
In 1961 werd het gebouw gesloten. In 2002 werd het gebouw heropend, om te gaan dienen als een onderzoekscentrum.

### O Iate Tênis Clube
Dit gebouw, dat is voltooid in 1942, huisvest een tennisclub. De bij het gebouw behorende tuinen zijn ontworpen door Burle Marx.